# Никола Колев (политик)
Никола Иванов Колев е български политик, четири последователни мандата е кмет на община Горна Оряховица (1991 – 2007). Издиган е от БСП и други леви партии.

## Биография
Никола Колев е роден на 7 април 1952 година. Има висше икономическо образование, втора специалност – „Международно търговско и европейско право“. От 1983 година работи общинската администрация на Горна Оряховица.